# Секвойядендрон гигантский
Секвойяде́ндрон гига́нтский (лат. Sequoiadendron giganteum), также веллингтония, гигантская секвойя, большое дерево, мамонтово дерево — единственный современный вид рода деревьев Секвойяде́ндрон (лат. Sequoiadendron), семейство Кипарисовые (Cupressaceae). Ранее этот род относили к семейству Таксодиевые (Taxodiaceae), которое в настоящее время упразднено, а роды, входившие в него, помещены в различные подсемейства в составе семейства Кипарисовые.

## Название
Своё название — «мамонтово дерево» — этот вид деревьев получил из-за исполинских размеров и внешнего сходства его огромных свисающих ветвей с бивнями мамонта. 
Название секвойядендрона гигантского, описанного в 1853 году, менялось несколько раз из-за желания присвоить дереву имя одного из великих людей того времени.
Синонимы рода
- Wellingtonia Lindl.

Синонимы вида
- Sequoia gigantea (Lindl.) Decne.
- Sequoia wellingtonia Seem.
- Wellingtonia gigantea Lindl.basionym
- Wellingtonia pendula Carrière

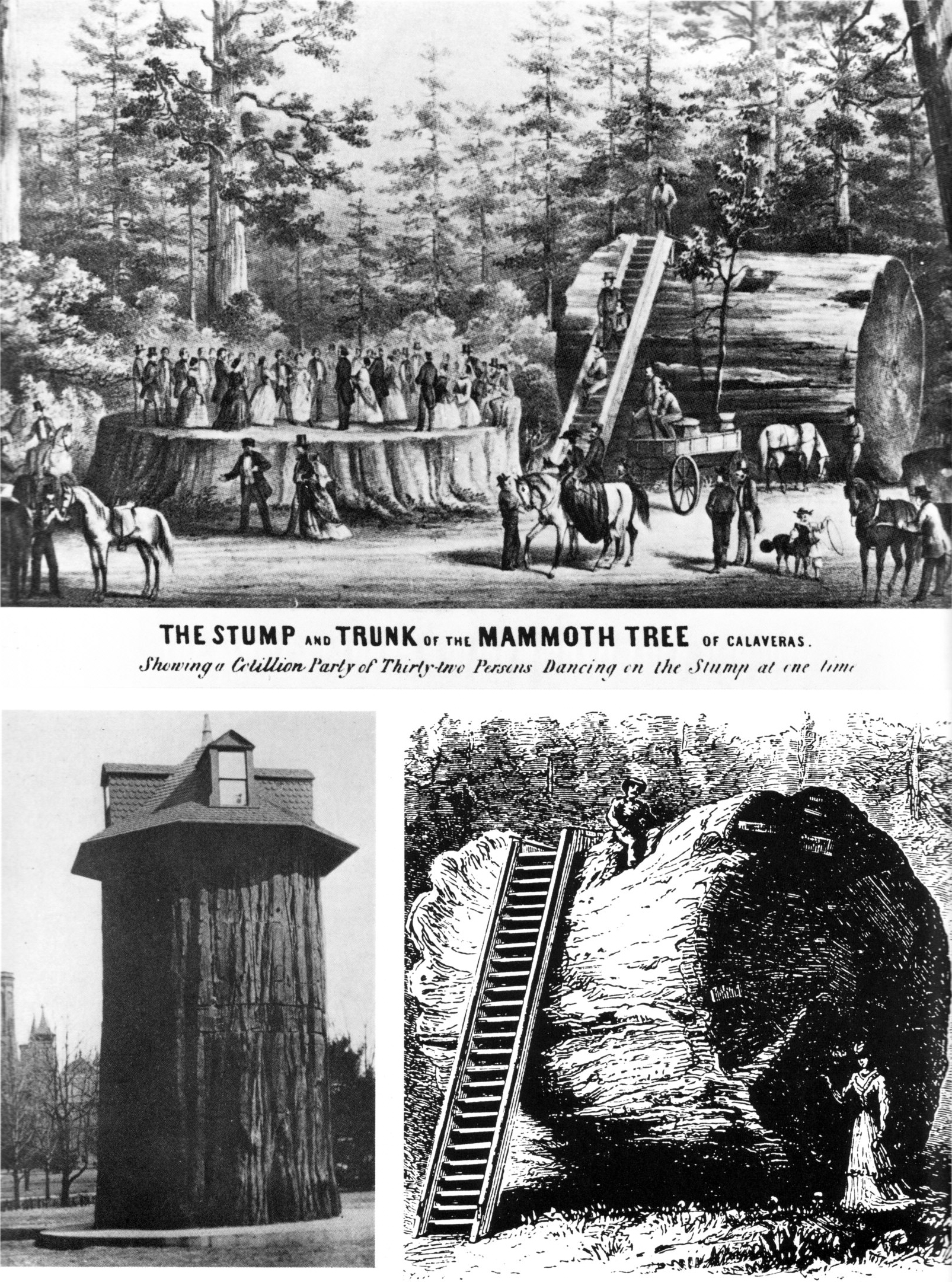
Гигантские секвойи после их обнаружения стали объектом выставок. Пень и ствол дерева «Мамонт», парк штатa Калифорния Калаверас-Биг-Три

Самые крупные секвойядендроны носят имена собственные: «Генерал Шерман», «Генерал Грант», «Уавона» и другие:376.

## Распространение
Этот вид был широко распространён в Северном полушарии в конце мелового периода и в третичном периоде; сейчас сохранилось лишь около 30 рощ, находящихся на западном склоне Сьерра-Невады в Калифорнии на высоте 1500—2000 м над уровнем моря:376.
Именно секвойядендроны (а не секвойи) можно увидеть в Национальном парке Секвойя.

## Биологическое описание
Взрослые секвойядендроны могут достигать высоты до 100 метров при диаметре ствола 10—12 м. Так, например, примерно такую высоту имело дерево «Мать леса», срубленное в 1852 году. Из сохранившихся к настоящему времени секвойядендронов самые высокие деревья имеют высоту 95 м.
Гигантская секвойя «Генерал Шерман» имеет меньшую высоту (85 м по состоянию на 2018 год), но содержит 1487 м³ древесины — считается, что это самое большое дерево и вообще один из самых больших живых организмов на Земле.
Старейшая в настоящее время гигантская секвойя имеет возраст 3200 лет, достоверно установленный по годовым кольцам, хотя возраст некоторых из ныне живущих деревьев оценивается в 3500 лет. 

## Классификация
Род Секвойядендрон относится к подсемейству Sequoioideae семейства Кипарисовые (Cupressaceae), в которое также входят роды Секвойя (Sequoia Endl.) и Метасеквойя (Metasequoia Miki ex Hu & W.C.Cheng).

## Культивирование
Секвойядендроны как декоративные растения разводятся во многих странах мира с подходящим климатом: хорошо растут в Англии, куда они были завезены ещё в середине XIX века, а также Голландии, Германии, Швейцарии, Польше и других частях Европы.

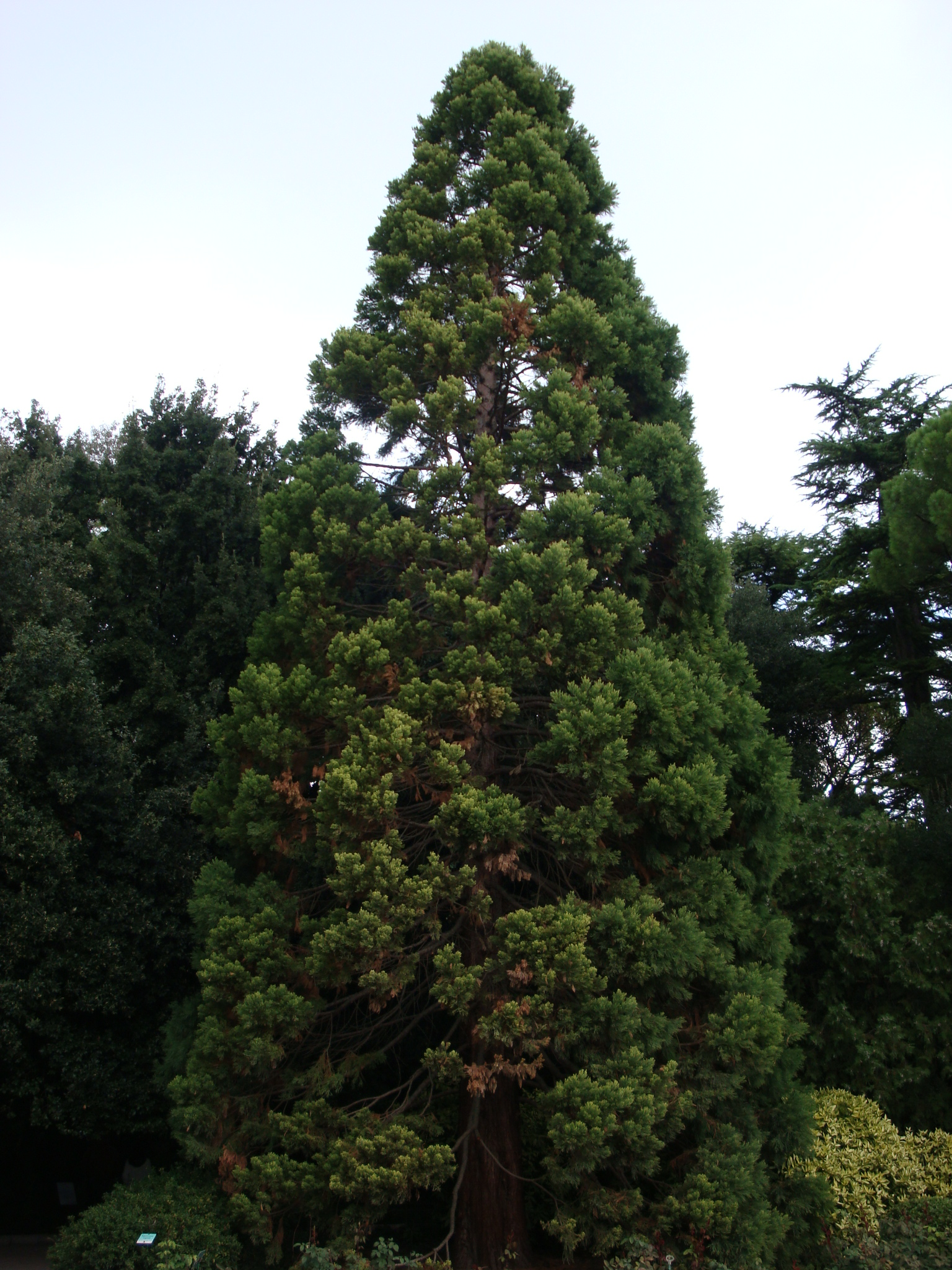
Секвойядендрон гигантский в Партените, Южный берег Крыма

На территории бывшего СССР секвойядендроны хорошо растут только в регионах с не очень суровыми зимами — на юге Крыма, Средней Азии (при поливе), на Черноморском побережье Кавказа, Закавказье, Закарпатье.

## Галерея

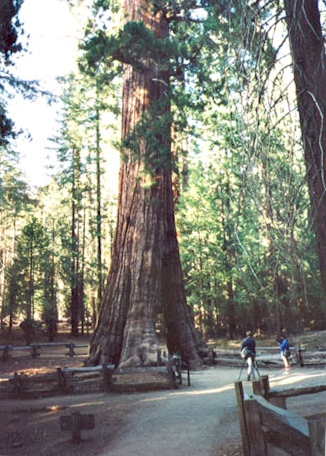
Калифорния, США
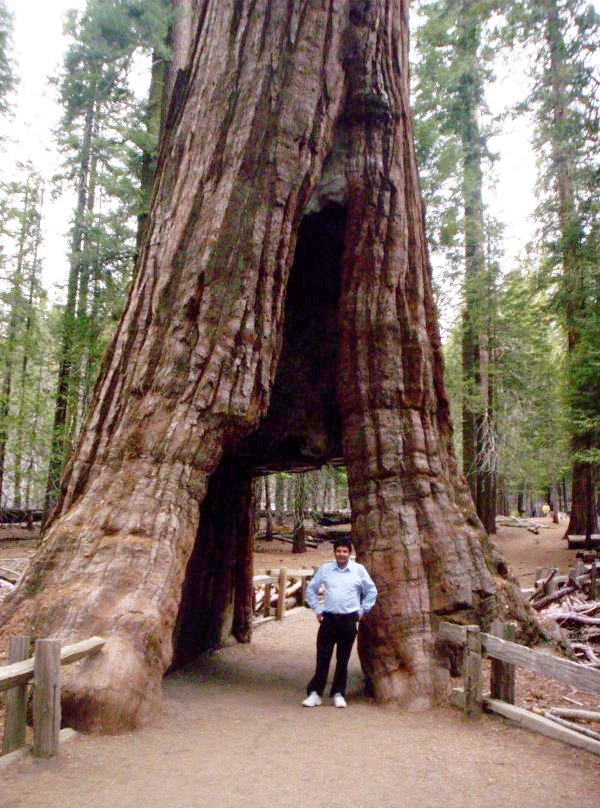
Калифорния, США
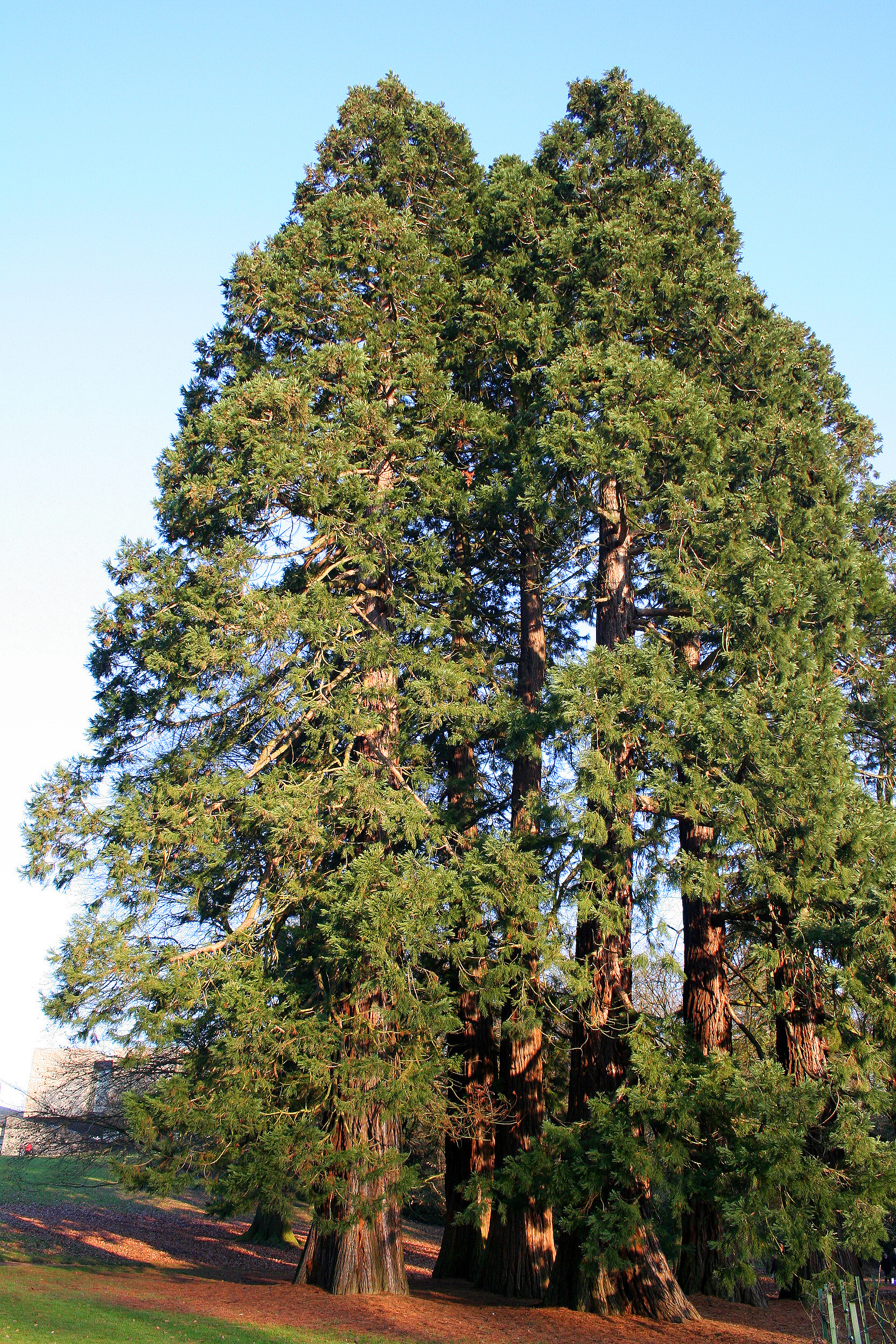
Бельгия
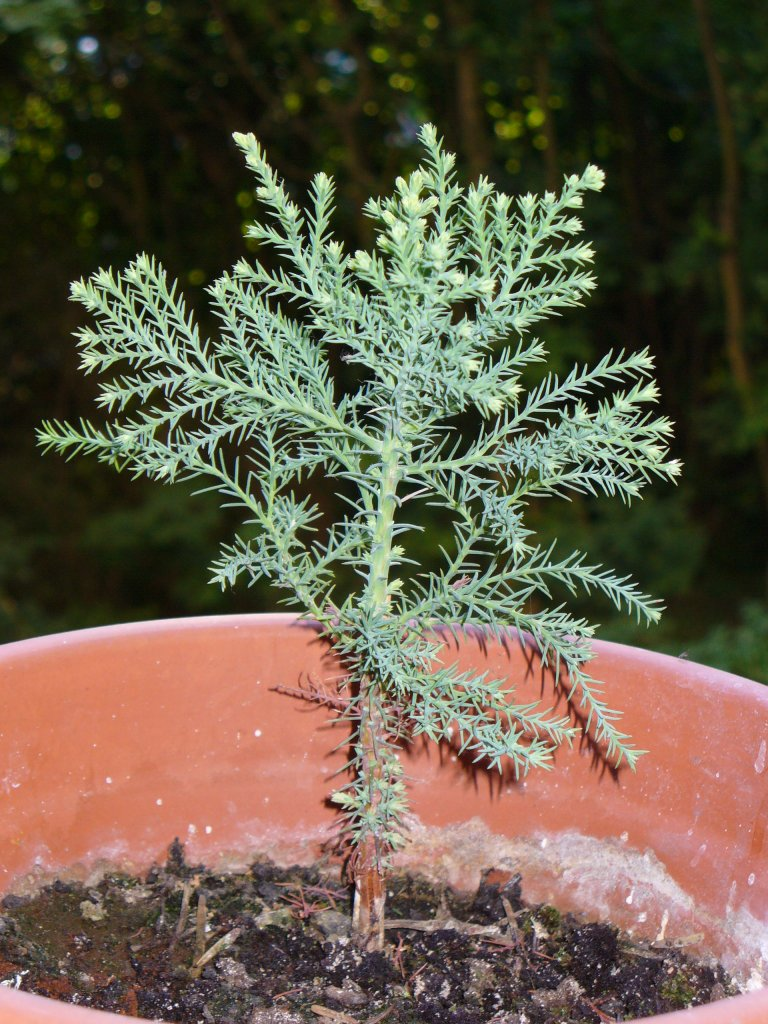
Двухлетний саженец
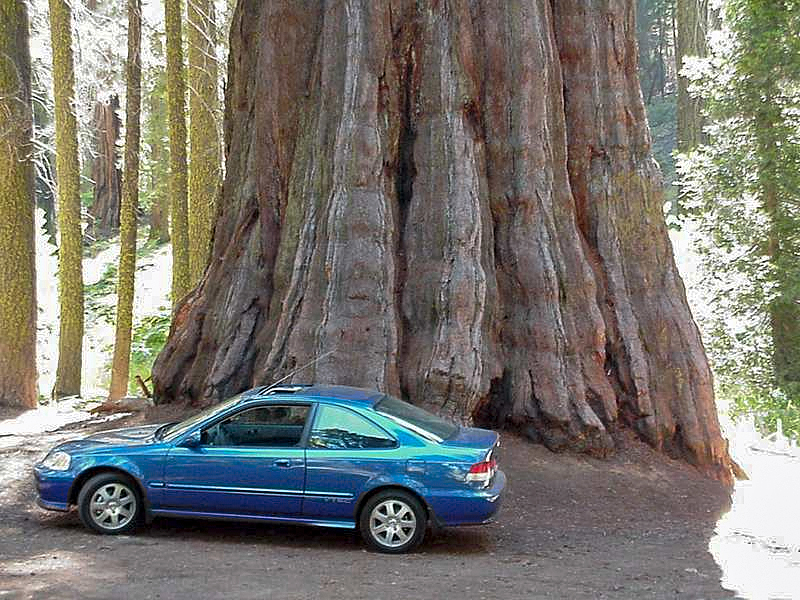
Калифорния, США
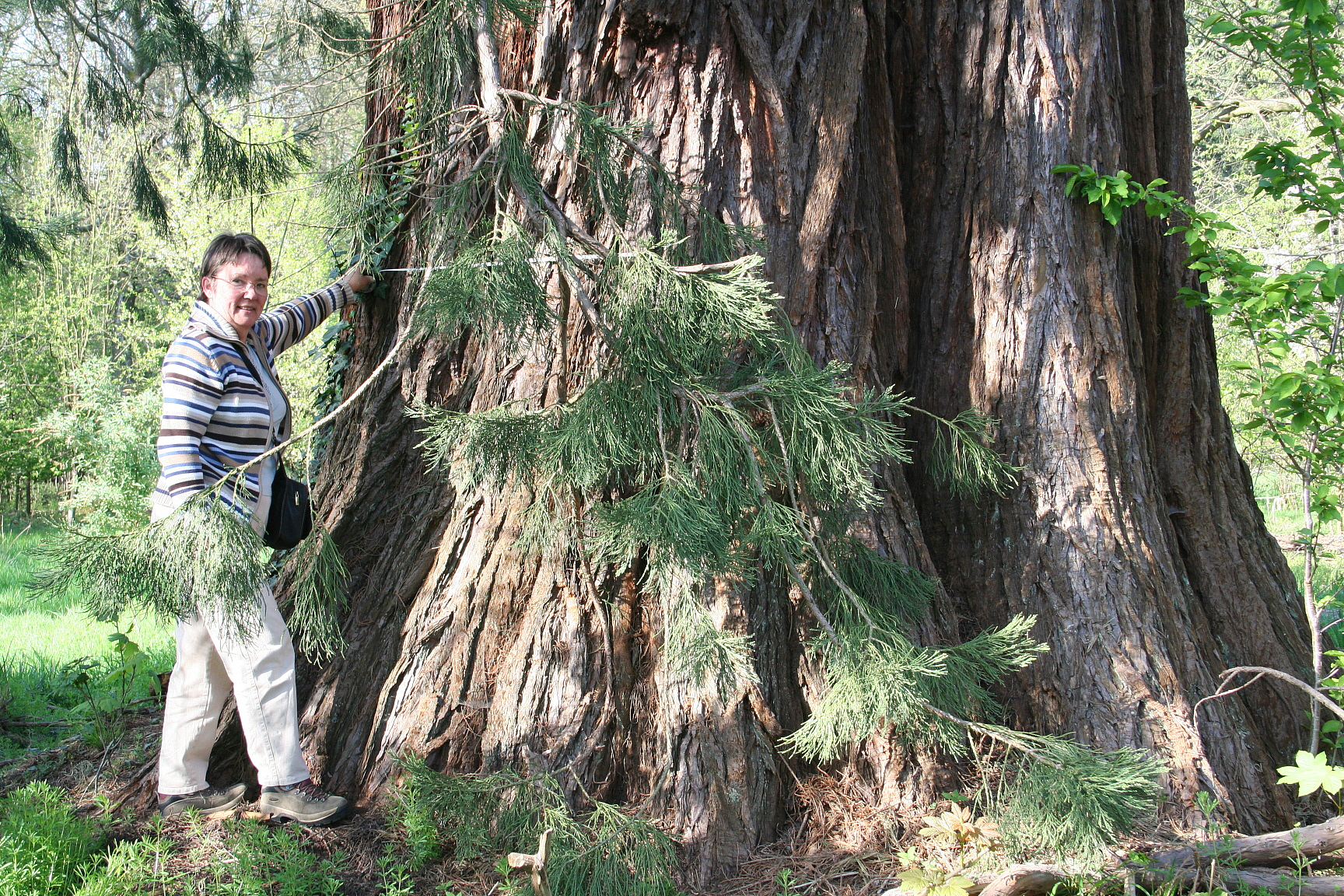
Самое большое дерево в Бельгии
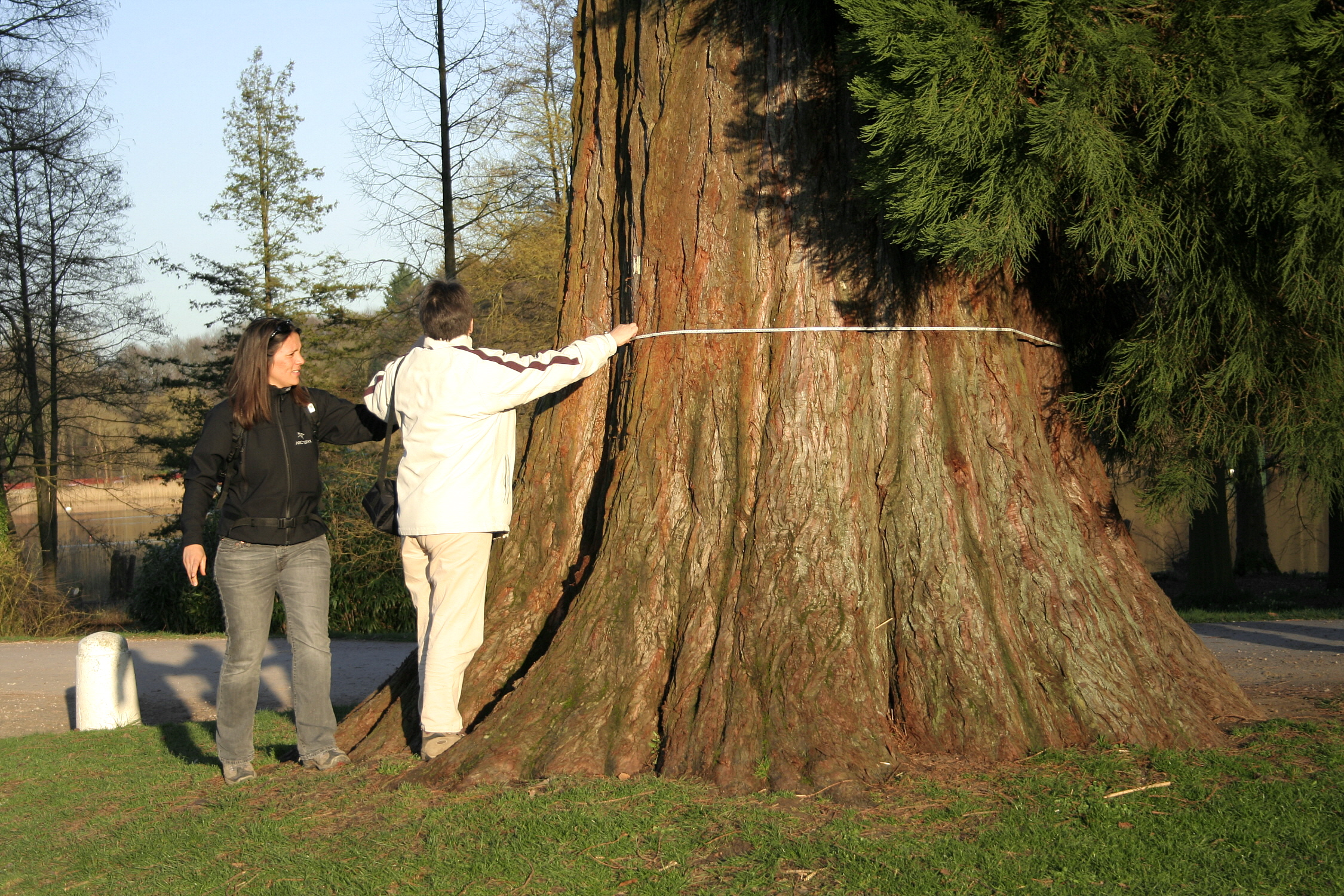
Бельгия
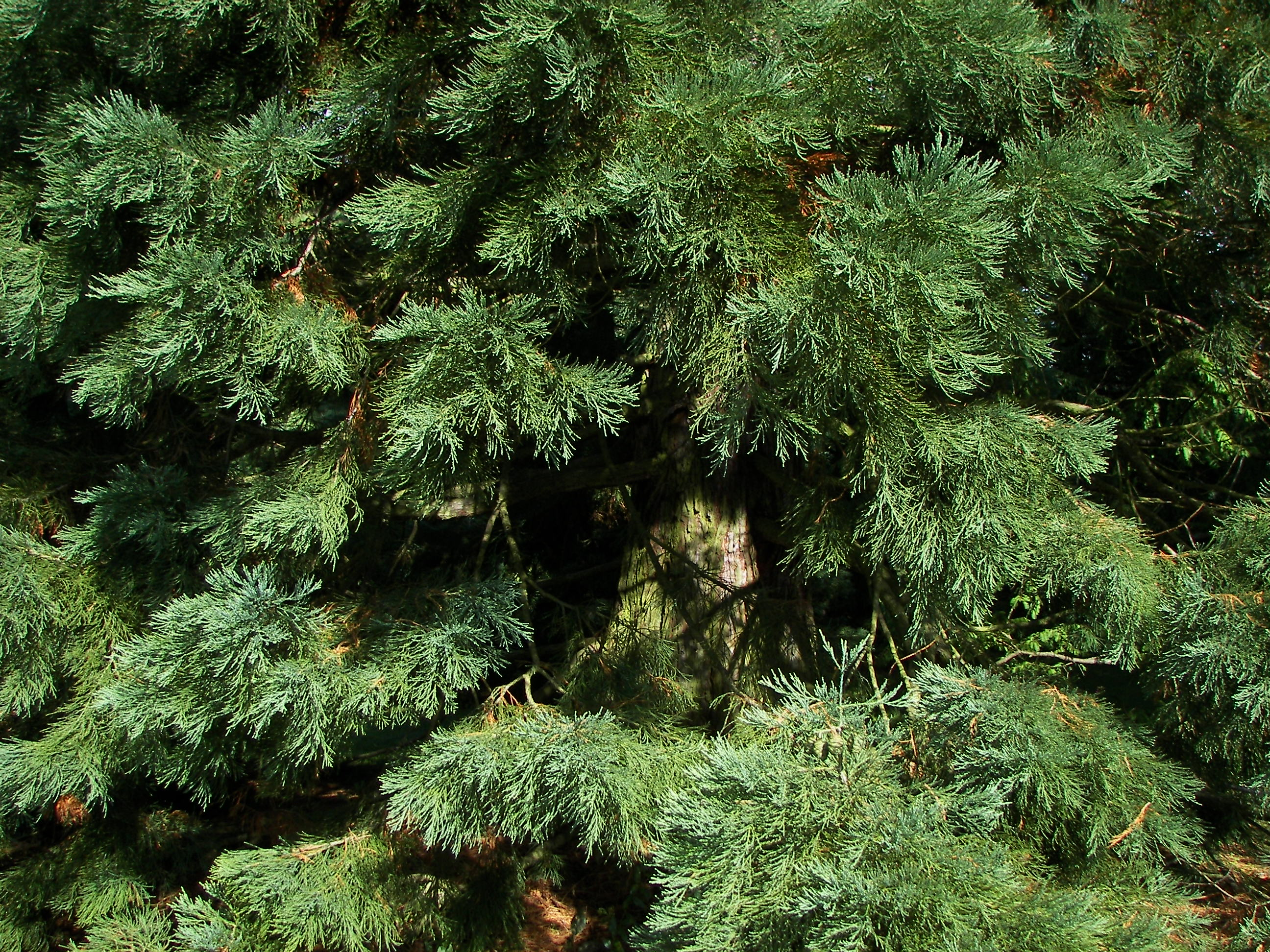
Хвоя
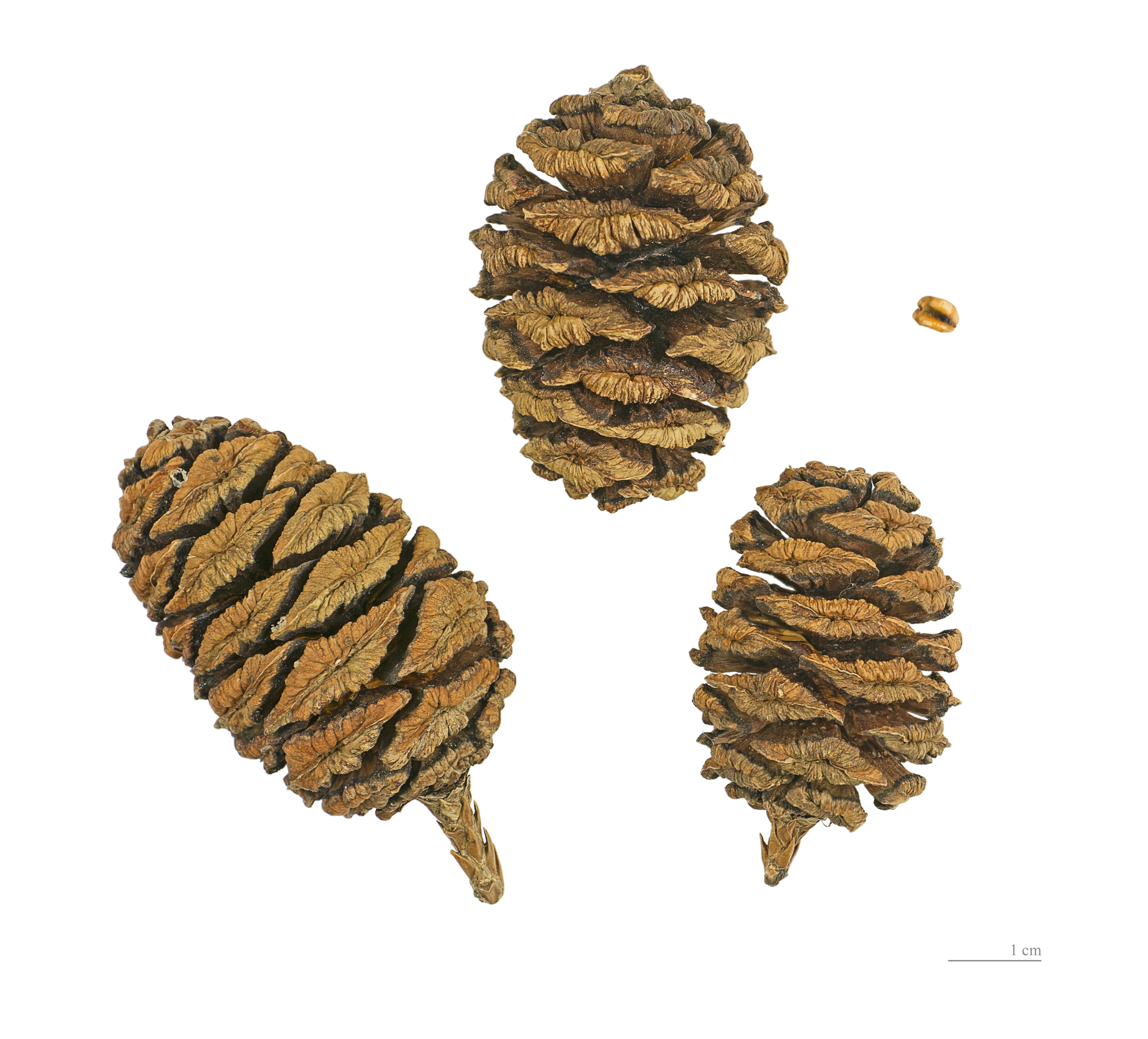
Шишки
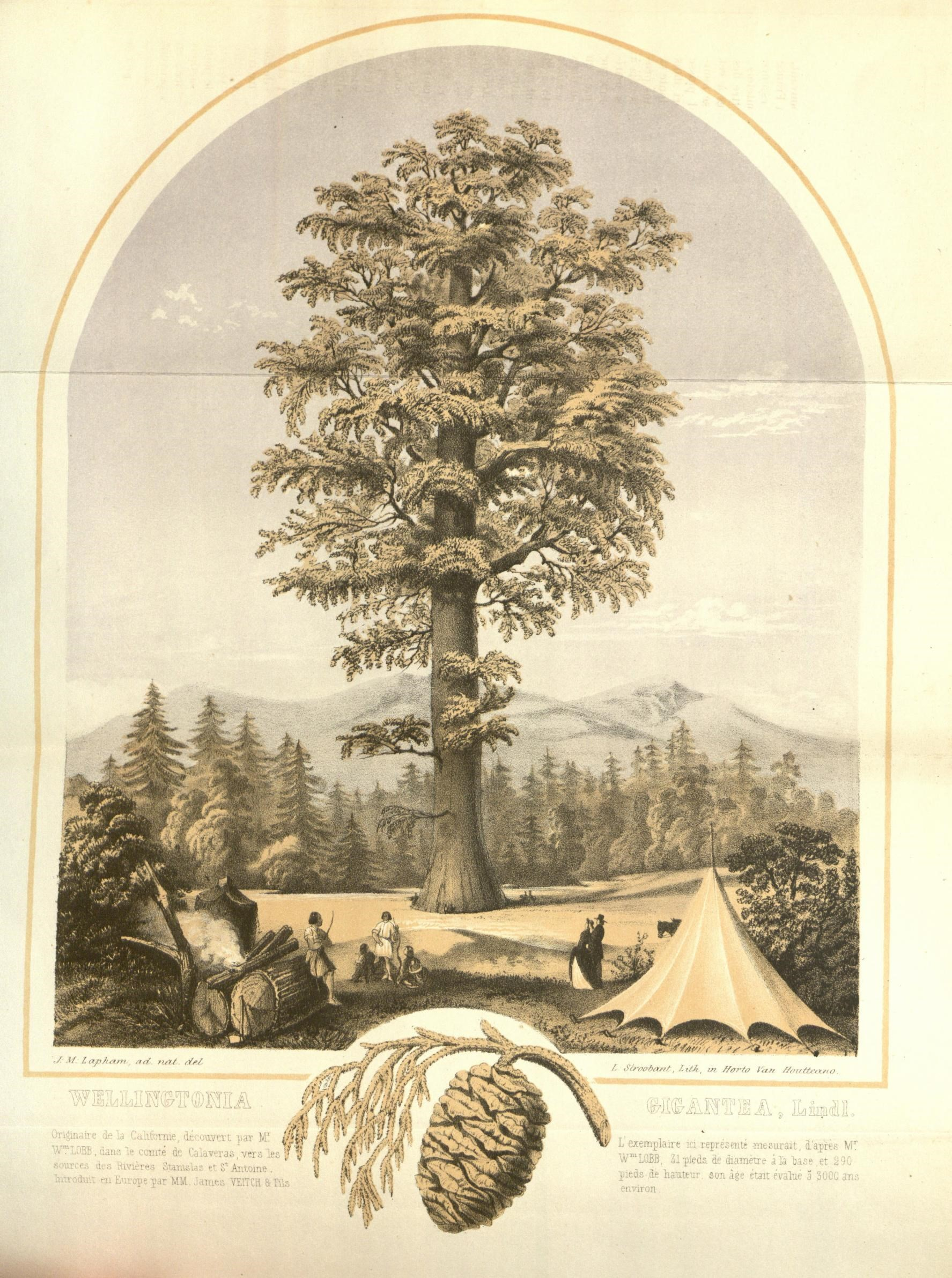
Литография XIX века
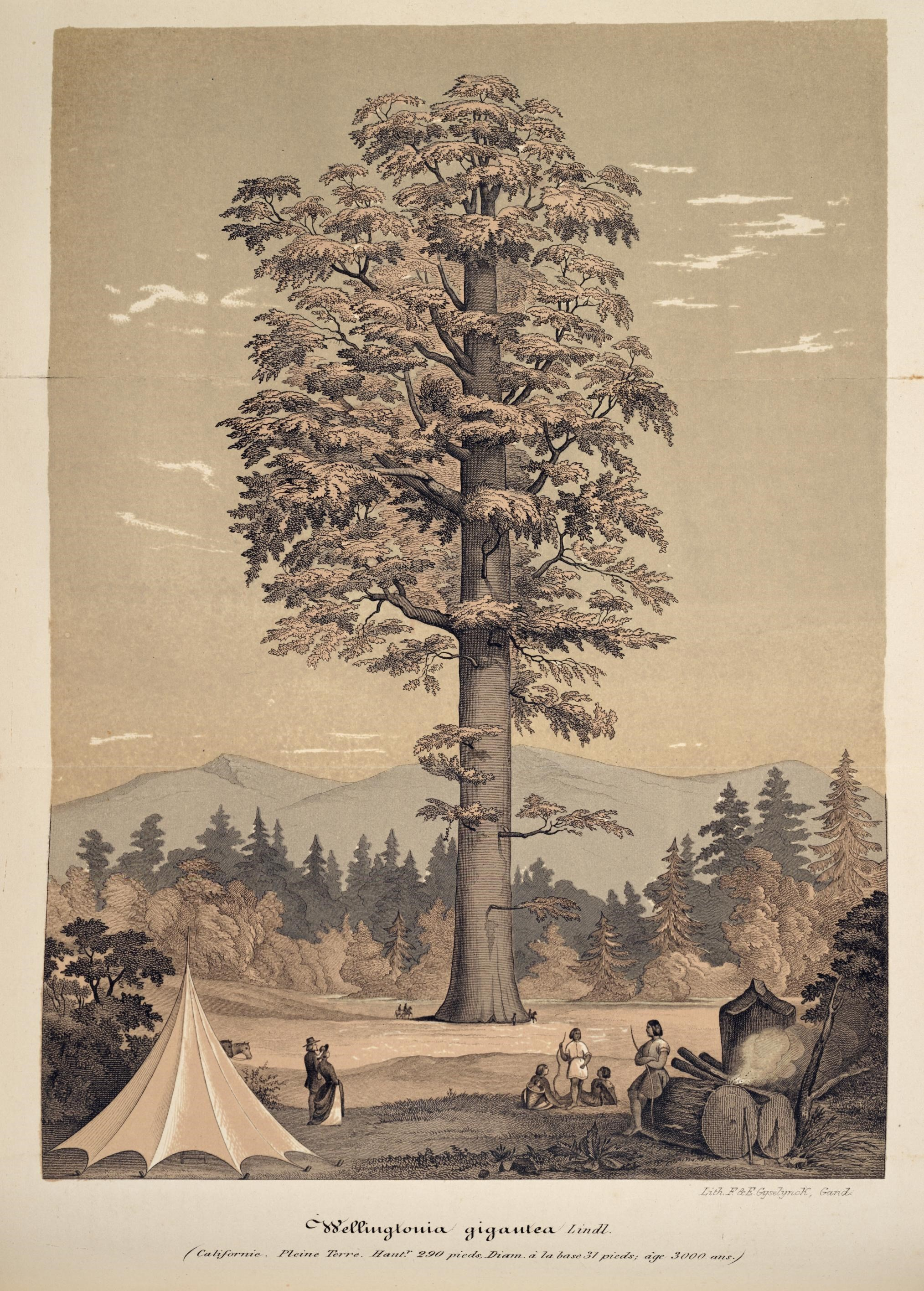
Литография XIX века